# Niobato de litio
El niobato de litio (LiNbO3) es una sal sintética compuesta de niobio, litio y oxígeno. Sus monocristales son un material importante para guías de ondas ópticas, teléfonos móviles, sensores piezoeléctricos, moduladores ópticos y otras aplicaciones ópticas lineales y no lineales. El niobato de litio se conoce a veces con el nombre comercial de linobato.

## Propiedades
El niobato de litio es un sólido incoloro e insoluble en agua. Tiene un sistema cristalino trigonal, que carece de simetría de inversión y presenta ferroelectricidad, efecto Pockels, efecto piezoeléctrico, fotoelasticidad y polarizabilidad óptica no lineal. El niobato de litio presenta una birrefringencia uniaxial negativa que depende ligeramente de la estequiometría del cristal y de la temperatura. Es transparente para longitudes de onda comprendidas entre 350 y 5200 nanómetros.
El niobato de litio puede doparse con óxido de magnesio, que aumenta su resistencia al daño óptico (también conocido como daño fotorrefractivo) cuando se dopa por encima del umbral de daño óptico. Otros dopantes disponibles son hierro, zinc, hafnio, cobre, gadolinio, erbio, itrio, manganeso y boro. 

## Crecimiento

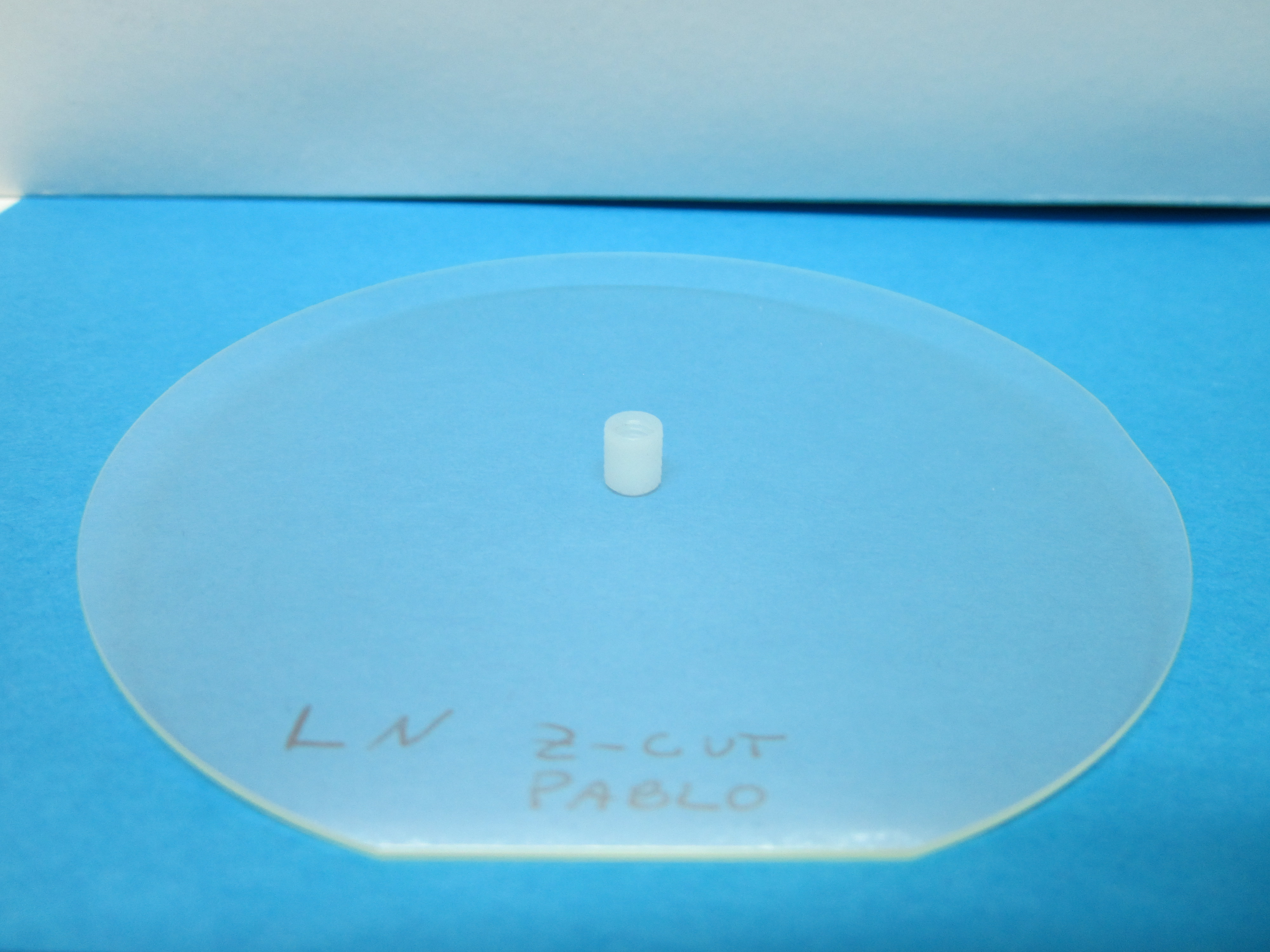
Una oblea de niobato de litio monocristalina cortada en Z

Los monocristales de niobato de litio pueden crecer mediante el proceso Czochralski.
Una vez cultivado el cristal, se corta en obleas con diferentes orientaciones. Las orientaciones más comunes son corte en Z, corte en X, corte en Y y cortes con ángulos rotados de los ejes anteriores.

### Películas delgadas
Las láminas delgadas de niobato de litio (por ejemplo, para guías de ondas ópticas) pueden transferirse o cultivarse sobre zafiro y otros sustratos mediante el proceso Smart Cut (corte iónico) o el proceso MOCVD. Esta tecnología se conoce como niobato de litio sobre aislante (LNOI).

## Nanopartículas
Las nanopartículas de niobato de litio y pentóxido de niobio pueden producirse a baja temperatura. El protocolo completo implica una reducción inducida por LiH de NbCl5 seguida de una oxidación espontánea in situ en nanoóxidos de niobio de baja valencia. Estos óxidos de niobio se exponen a una atmósfera de aire que da lugar a Nb2O5 puro. Finalmente, el Nb2O5 estable se convierte en nanopartículas de niobato de litio LiNbO3 durante la hidrólisis controlada del exceso de LiH. Pueden prepararse nanopartículas esféricas de niobato de litio con un diámetro aproximado de 10 nm impregnando una matriz de sílice mesoporosa con una mezcla de una solución acuosa de LiNO3 y NH4NbO(C2O4)2 seguida de 10 min de calentamiento en un horno de infrarrojos.

## Aplicaciones
El niobato de litio se utiliza mucho en el mercado de las telecomunicaciones, por ejemplo en teléfonos móviles y moduladores ópticos. Debido a su gran acoplamiento electromecánico, es el material preferido para los dispositivos de ondas acústicas superficiales. Para algunos usos puede sustituirse por tantalato de litio, LiTaO3. Otros usos son la duplicación de frecuencias láser, la óptica no lineal, las células de Pockels, los osciladores paramétricos ópticos, los dispositivos de conmutación Q para láseres, otros dispositivos acústico-ópticos, los conmutadores ópticos para frecuencias de gigahercios, etc. Es un material excelente para la fabricación de guías de ondas ópticas. También se utiliza en la fabricación de filtros ópticos espaciales de paso bajo (antialiasing).
En los últimos años, el niobato de litio está encontrando aplicaciones como una especie de pinzas electrostáticas, un enfoque conocido como pinzas optoelectrónicas, ya que el efecto requiere la excitación de la luz para producirse. Este efecto permite la manipulación fina de partículas a escala micrométrica con gran flexibilidad, ya que la acción de pinzado se limita a la zona iluminada. El efecto se basa en los elevadísimos campos eléctricos generados durante la exposición a la luz (1-100 kV/cm) dentro del punto iluminado. Estos campos intensos también están encontrando aplicaciones en biofísica y biotecnología, ya que pueden influir en los organismos vivos de diversas formas. Por ejemplo, se ha demostrado que el niobato de litio dopado con hierro y excitado con luz visible produce la muerte celular en cultivos de células tumorales.